# Géomatériau cimenté
 (novembre 2024).
Si vous disposez d'ouvrages ou d'articles de référence ou si vous connaissez des sites web de qualité traitant du thème abordé ici, merci de compléter l'article en donnant les références utiles à sa vérifiabilité et en les liant à la section « Notes et références ».
Les géomatériaux cimentés s'intercalent, de par leurs propriétés mécaniques et physico-chimiques, entre les sols (matériaux meubles) et les roches dures.
Ces matériaux ne font donc pas l'objet ni de la mécanique des sols ni de la mécanique des roches.